# ستيفان ارندت
ستيفان ارندت (بالألمانية: Stefan Arndt)‏ (و. 1961 – م) هو منتج أفلام، وممثل، ورجل أعمال من ألمانيا. ولد في ميونخ.

## جوائز وترشيحات
حصل على جوائز منها:
- German Film Award for Best Fiction Film [الإنجليزية]‏، عن عمل: The Dark Valley (2014)
- جائزة الفيلم الأوروبي لأفضل فيلم [الإنجليزية]‏، عن عمل: الحب (2012)
- German Film Award for Best Fiction Film [الإنجليزية]‏، عن عمل: الشريط الأبيض (2010)
- جائزة الفيلم الأوروبي لأفضل فيلم [الإنجليزية]‏، عن عمل: وداعا لينين (2003)
- نيشان الاستحقاق لبرلين
- رومي.

ترشح لـ:
- German Film Award for Best Feature Film، عن عمل: The Dark Valley (2014)
- German Film Award for Best Feature Film، عن عمل: Sources of Life (2013)
- German Film Award for Best Feature Film، عن عمل: سحابة الأطلس (2013)
- جائزة الأوسكار لأفضل فيلم، عن عمل: الحب (2012)
- European Film Award for Best Film، عن عمل: الحب (2012)
- German Film Award for Best Feature Film، عن عمل: Three (2011)
- BAFTA Award for Best Film Not in the English Language، عن عمل: الشريط الأبيض (2010)
- German Film Award for Best Feature Film، عن عمل: الشريط الأبيض (2010)
- European Film Award for Best Film، عن عمل: الشريط الأبيض (2009)
- German Film Award for Best Feature Film، عن عمل: Summer in Berlin (2006)
- German Film Award for Best Feature Film، عن عمل: Agnes and His Brothers (2005)
- BAFTA Award for Best Film Not in the English Language، عن عمل: وداعا لينين (2004)
- European Film Award for Best Film، عن عمل: وداعا لينين (2003)
- BAFTA Award for Best Film Not in the English Language، عن عمل: اركضي لولا (2000)
- European Film Award for Best Film، عن عمل: اركضي لولا (1998).

## وصلات خارجية
- ستيفان ارندت على موقع IMDb (الإنجليزية)
- ستيفان ارندت على موقع مونزينجر (الألمانية)
- ستيفان ارندت على موقع قاعدة بيانات الأفلام العربية
- ستيفان ارندت على موقع ألو سيني (الفرنسية)
- ستيفان ارندت على موقع أول موفي (الإنجليزية)
- ستيفان ارندت على موقع قاعدة بيانات الأفلام السويدية (السويدية)
- ستيفان ارندت على موقع قاعدة بيانات الفيلم (الإنجليزية)
- ستيفان ارندت على موقع كينوبويسك (الروسية)